# Johann Aloys Josef von Hügel
Le baron Johann Aloys Josef von Hügel (né le 14 novembre 1753 à Coblence et décédé le 30 août 1825 à Ratisbonne) était un diplomate et un homme d'État autrichien.
Il était fils d'une fonctionnaire d'électorat de Trèves.
Von Hügel s'est entre autres chargé avec von Stadion de l'expertise conduisant à l'abdication de l'empereur François II en 1806.